# 魚食動物

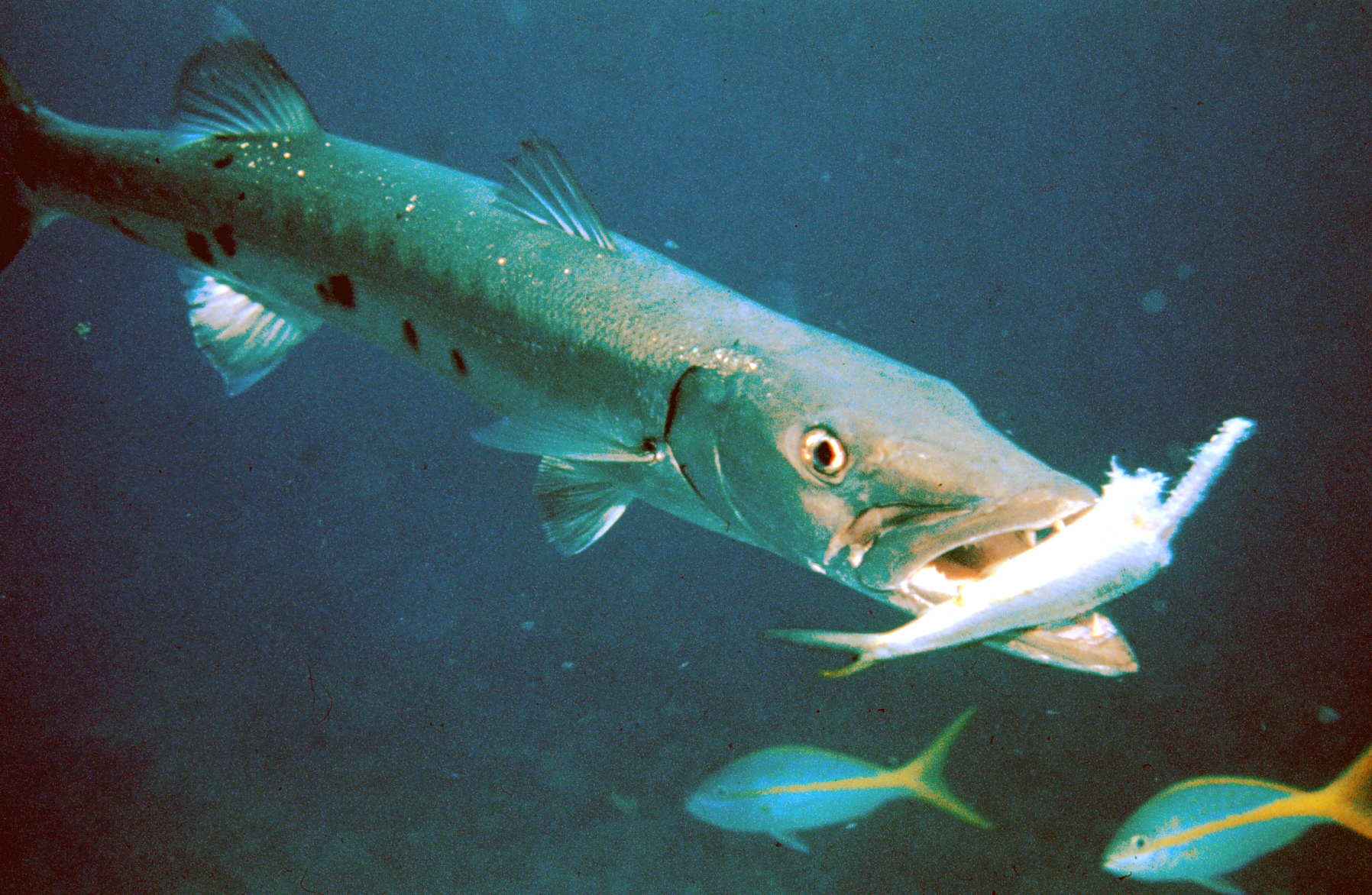
カマス（Sphyraena barracuda、英語名 Barracuda）

魚食動物（ぎょしょくどうぶつ、piscivore）とは、魚類を主な食物とする動物。
厳密な意味でほぼ魚のみを食する Genetta piscivora のような例も一部にはあるが、多くの場合は他の動物も口にするなかでの「主食が魚」という意味をこめた呼称である。
"piscivore" は、ラテン語の「piscis (ピスキス、=fish、魚)」と「vore (ウォーレ、=eat、食う)」から合成された。

## 具体例
魚食動物のうちで特筆に値するものをここに示す。

### 現生種

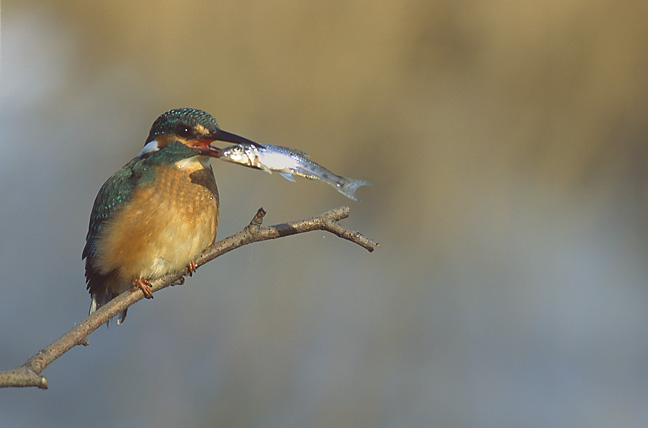
カワセミ

- Genetta piscivora (Aquatic Genet) ：哺乳綱- 食肉目。ジャコウネコ科に属するジェネットの1種で、ほぼ完全な魚食。
- スナドリネコ ：哺乳綱- 食肉目
- アシカ ：哺乳綱- 食肉目
- カワセミ科 ：鳥綱- ブッポウソウ目
- ガビアル科 ：爬虫綱- ワニ目
- カマス ：硬骨魚綱- スズキ目

### 絶滅種
絶滅種についてはあくまでも学術的推定である。
- スピノサウルス科 ：爬虫綱- 竜盤目―スピノサウルスや スコミムス、バリオニクス などが属する。
- プリオノスクス ：両生綱- 分椎目。ガビアルと相似。